# 水産研究・教育機構
国立研究開発法人水産研究・教育機構（すいさんけんきゅうきょういくきこう）は水産庁所管の国立研究開発法人で、水産業に関する技術向上を目的とし、そのための試験、研究、教育などを行っている。根拠法は、独立行政法人通則法および国立研究開発法人水産研究・教育機構法（平成11年法律第199号）。略称は水研機構。

## 概要
- 所在：神奈川県横浜市神奈川区新浦島町1-1-25 テクノウェイブ100　6階
- 理事長：中山一郎
- 職員数：常勤1,185名（2020年1月1日）[1]

## 業務
法定の業務として以下が挙げられている（水研機構法12条）。
試験研究業務
1. 水産に関する、試験研究、調査、分析、鑑定、講習
2. 試験研究に必要な種苗・標本の生産、配布
3. 栽培漁業に関する技術開発
4. さけ・ますの個体群を維持するための孵化放流
5. 水産に関する学理及び技術の教授

海洋水産資源開発業務
海洋水産資源開発促進法（昭和46年法律第60号）に関連した調査と、情報・資料の収集・提供。この業務のみ別勘定で行われる。
立入検査業務
遺伝子組換え規制法（平成15年法律第97号）に基づく立入り、質問、検査、収去

## 沿革
- 1897年: 農商務省水産講習所を設置。
- 1901年12月: 北海道地方費による北海道水産試験場創設。
- 1929年4月: 水産講習所の試験部と調査部を分離し、農林省水産試験場を設置。
- 1941年3月28日: 朝鮮総督府に釜山高等水産学校を設置（1944年に釜山水産専門学校と改称）。
- 1947年4月25日: 終戦に伴い引き揚げた釜山水産専門学校の学生を農林省水産講習所に受入れ、下関分所を経て農林省第二水産講習所を設置（1952年に農林省水産講習所と改称）。
- 1949年6月1日: 農林省水産試験場と北海道水産試験場を母体とし、8つの海区をそれぞれ分担する8つの水産庁研究所が発足。
- 1963年1月: 水産講習所を水産大学校に改称。
- 1967年8月1日: 南海区水産研究所などを改組し遠洋水産研究所を設立。
- 1979年3月1日: 淡水区水産研究所などを改組し養殖研究所を設立。水産工学研究所の新設。
- 1989年5月29日: 東海区水産研究所を中央水産研究所へ改組。
- 2001年4月1日: 水産庁研究所9つを統べる独立行政法人として水産総合研究センターを設立、水産大学校は単独の独立行政法人に改組。
- 2003年10月1日: 認可法人海洋水産資源開発センター（開発調査センター）及び社団法人日本栽培漁業協会（栽培漁業センター）の業務を継承。
- 2006年4月1日: 独立行政法人さけます資源管理センターと統合（さけますセンター）。
- 2011年4月1日: 各地の栽培漁業センターを各研究所に、さけますセンターを北海道区水産研究所に改組統合。養殖研究所を増養殖研究所へ改称。
- 2011年9月1日: 遠洋水産研究所を国際水産資源研究所へ改称。
- 2015年4月1日: 水産総合研究センターを国立研究開発法人に変更。
- 2016年4月1日: 水産総合研究センターと水産大学校を統合し、国立研究開発法人水産研究・教育機構が発足[2]。
- 2020年7月20日: 9研究所を水産資源研究所と水産技術研究所に再編

## 組織
本部のほかに、以下の下部組織から構成されている。
- 水産資源研究所
- 水産技術研究所
- 開発調査センター
- 水産大学校

### 従前の9研究所
1949年に海区ごとに8研究所が設立されて以降、1研究所の新設と若干の統廃合を経て9研究所体制で運営されていたが、組織が調査研究の必要性と一致していないことと既存施設が老朽化していることから、2020年2研究所体制に改組された。従前の9研究所は以下の通りである。
- 北海道区水産研究所
- 東北区水産研究所
- 中央水産研究所
- 日本海区水産研究所
- 国際水産資源研究所
- 瀬戸内海区水産研究所
- 西海区水産研究所
- 増養殖研究所
- 水産工学研究所